# Automolodes
Automolodes is een geslacht van vlinders van de familie spanners (Geometridae), uit de onderfamilie Ennominae.

## Soorten
- A. goldiei Druce, 1882
- A. separata Druce, 1882
- A. vacuna (Druce, 1888)